# Campaña de los corsarios de Chile
La campaña de los corsarios de Chile se refiere a una serie de acciones navales realizadas durante el desarrollo de la guerra de emancipación hispanoamericana por navieros privados, chilenos o extranjeros, que arriesgaban sus capitales y tripulaciones para ejecutar ataques preferencialmente al tráfico comercial naval español. Estas acciones fueron impulsadas desde 1817 por el naciente Estado de Chile, bajo el gobierno del director supremo Bernardo O'Higgins, con el objeto de entrabar la libertad de navegación que tenían los buques españoles, mercantes y también de guerra, que operaban principalmente en el Pacífico. 
La actuación de los corsarios empezó a desaparecer en 1819, debido a que el gobierno chileno empezó a restringir sus operaciones. Aunque existen antecedentes de corsarios que habrían seguido operando hasta 1822.

## Antecedentes
Después del triunfo patriota en la batalla de Chacabuco y la instaurando de un gobierno patriota en Chile, el Director Supremo Bernardo O'Higgins vio la necesidad de que los patriotas debían hacerse con el dominio del mar para así poder asegurar el triunfo de las armas en Chile y a futuro llevar la guerra a los realistas en el Perú.
Ya se había demostrado anteriormente la necesidad de haber tenido los patriotas el control del mar por medio de una fuerza naval, ya que durante la Patria Vieja debido a esa falencia el Virrey del Perú José Fernando de Abascal, que contaba con una flota de buques de guerra y transportes, había enviado una serie de expediciones a Chile por mar que terminaron por derrocar al gobierno patriota en 1814.
Es así que O'Higgins, al referirse a la victoria de Chacabuco, concluye que "este triunfo y cien más serán insignificantes si no controlamos el mar". Sin una fuerza naval adecuada, Chile era vulnerable a los desembarcos enemigos, es por esto que el gobierno de O'Higgins desde 1817 venciendo innumerables obstáculos materiales y económicos empieza la organización de una Escuadra Nacional en Valparaíso intentando capturar buques realistas surtos en la zona y enviar representantes a Gran Bretaña y a los Estados Unidos con la misión de adquirir o construir naves y contratar oficiales para operarlos.
Paralelamente al desarrollo y organización de una escuadra por el gobierno de Chile, O'Higgins y algunos particulares impulsaron la idea de armar corsarios con el objetivo de interrumpir el comercio español frente a la costa occidental de América del Sur y además lograr obtener fondos para el Estado con las presas capturadas. 
El 20 de noviembre de 1817, se aprobó por el gobierno de O'Higgins un Reglamento Provisional de Corso muy similar al dictado en las Provincias Unidas del Río de la Plata el 15 de mayo del mismo año, el que a su vez, tenía su fundamento en la Ordenanza Española de Corso de 1801. En ese reglamento se encontraban los requisitos para conceder patente de corso, disposiciones relativas a la disciplina naval, las penas por ciertos delitos, los privilegios y honores correspondientes a su calidad, entre otras cosas.

## Lista de los buques corsarios de Chile
En la tabla se muestran algunos de los corsarios más conocidos y referenciado por historiadores. Existen otros corsarios que también prestaron servicio a Chile, pero no se conoce mucha referencia sobre estos y sus cruceros por el mar.
| Nombre            | Tipo      | t     | Otros nombres                                  | Año  | Propiedad de        | Cañones | Presas                                                       | URL                                                                                               |
| ----------------- | --------- | ----- | ---------------------------------------------- | ---- | ------------------- | ------- | ------------------------------------------------------------ | ------------------------------------------------------------------------------------------------- |
| Santiago Bueras   | Bergantín | 200.0 | Lancaster                                      | 1817 | Gregorio Cordovéz   | 12      | Los Ángeles, Resolución                                      | (enlace roto disponible en Internet Archive; véase el historial, la primera versión y la última). |
| El Chileno        | Bergantín |       | Adeline                                        | 1817 | Felipe S. de Solar  | 12      | Saetas, Diamante, Inspectora, Balero, San Antonio y Cazadora | (enlace roto disponible en Internet Archive; véase el historial, la primera versión y la última). |
| La Fortuna        | Lanchón   | 20    | Death or Glory, Nuestra Señora de las Mercedes | 1817 | Budge y MacKay      |         | Minerva                                                      | (enlace roto disponible en Internet Archive; véase el historial, la primera versión y la última). |
| La Fortuna II     | Goleta    | 180.0 | Catalina                                       |      | MacKay              | 10      | San Miguel, Gran Poder y Pensamiento                         | (enlace roto disponible en Internet Archive; véase el historial, la primera versión y la última). |
| Minerva           | Barca     |       |                                                | 1817 | Budge y MacKay      | 12      | Santa María                                                  | (enlace roto disponible en Internet Archive; véase el historial, la primera versión y la última). |
| Maipú Lanzafuego  | Bergantín |       |                                                | 1818 | José M. Manterola   |         | San Antonio, Providencia, Buena Esperanza                    | (enlace roto disponible en Internet Archive; véase el historial, la primera versión y la última). |
| Congreso          | Goleta    |       |                                                | 1818 | J.A. Turner         |         | Empecinado, Golondrina, San Pedro Regalado                   | (enlace roto disponible en Internet Archive; véase el historial, la primera versión y la última). |
| Furioso           | Goleta    |       | Nuestra Señora del Carmen                      | 1818 | Manuel Antonio Boza | 1       | Nuestra Señora de Dolores,Machete                            | (enlace roto disponible en Internet Archive; véase el historial, la primera versión y la última). |
| Rosa de los Andes | Corbeta   | 400.0 | Rose                                           | 1819 | Estado de Chile     | 36      | Tres Hermanas,Cantón                                         | (enlace roto disponible en Internet Archive; véase el historial, la primera versión y la última). |
| Cachucho          | Bergantín |       |                                                |      | Fortel              |         | Sin Datos                                                    |                                                                                                   |
| Salvaje           | Bergantín |       |                                                |      |                     |         | Sin Datos                                                    |                                                                                                   |
| La Niña           | Goleta    |       |                                                |      | Chango Moreno       | 4       | Sin Datos                                                    |                                                                                                   |
| Coquimbo          | Corbeta   | 450.0 | Clifton, Chacabuco, Santa Rosa                 | 1818 |                     | 20      | Sin Datos                                                    | Archivado el 23 de agosto de 2014 en Wayback Machine.                                             |